# V4 (silnik)

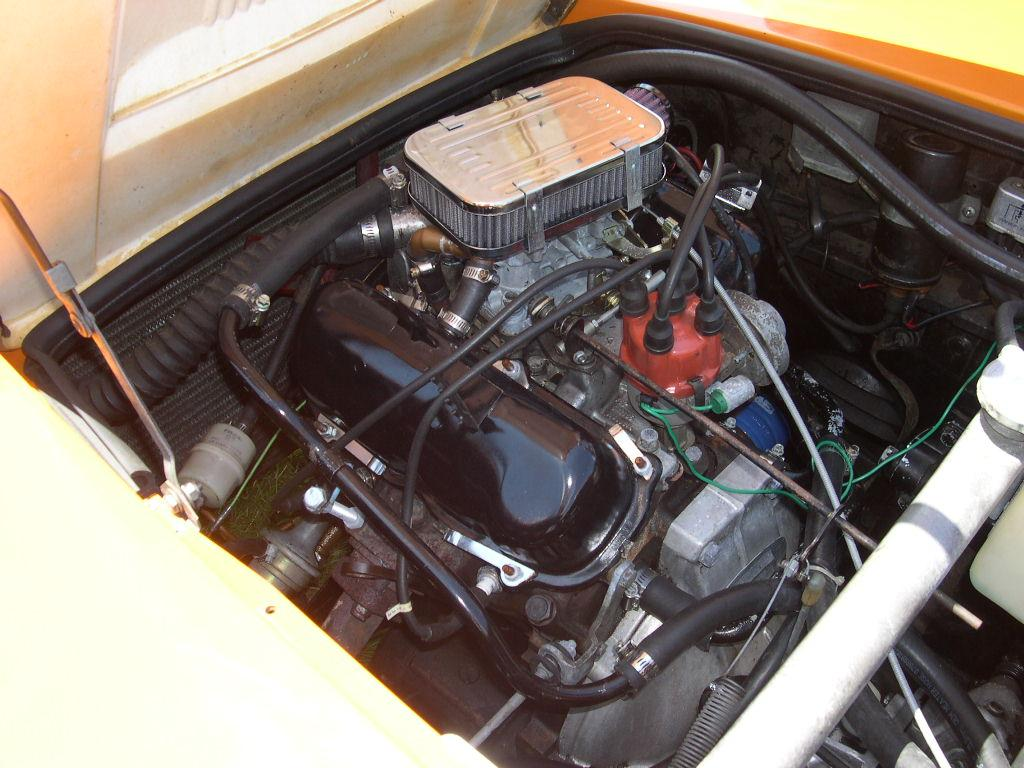
Silnik V4

V4 – oznaczenie silnika widlastego składającego się z czterech cylindrów. Kolejność zapłonu dla czterosuwowego silnika V4 to 1-4-2-3 lub rzadziej 1-3-4-2. Rozwiązanie rzadko występujące w samochodach osobowych, częściej spotykane w motocyklach wysoko pojemnościowych.

## Pojazdy z silnikiem w układzie V4
- Lancia Fulvia
- ZAZ
- Ford Capri
- Ford Taunus
- Saab 96
- Saab Sonett
- Porsche 919 Hybrid